# Priszcilliánusok
A priszcilliánusok egy, a 4. században alapított ókeresztény irányzat. E gyűjtőnév annak a hispániai aszkétacsoport tagjait jelölte, akiket Priscillianus nevéről nevezetek el.

## Történet
A katolikus egyház eretnekeknek nyilvánította őket, mert szemben álltak az egyre több dogmát felállító egyházi tanítással és a dogma nélküli kereszténység eszméjét hirdették. Az elítélés alapjául a gnosztikus dualizmus, a modalizmus és fatalizmus vádjai álltak.
Priscillianus a hispániai Ávila püspöke volt., akit 381-ben egy időre száműzetésbe küldtek, majd több követőjével együtt boszorkányság vádjával 385-ben kivégeztek. Az ítélet ellen többek közt Tours-i Szt Márton is tiltakozott.
A priscillianizmus követői modalista Szentháromság-tant hirdettek, tagadták Krisztus preegzisztenciáját és valóságos emberségét (doketizmus). Társadalomkritikájukban elítélték a házasságot, a gyermeknemzést, a húsfogyasztást  és aszkétikus életvitelt folytattak.
A priszcilliánusok a hatóságok szemében törvénysértők, jogtiprók voltak és „romlott” életet éltek. A mozgalom az erőteljes üldöztetés miatt a 6. században teljesen eltűnt.